# Serie A2 2012-2013 (pallanuoto maschile)
La Serie A2 2012-2013 è stata la 29ª edizione di questo torneo, che dal 1985 rappresenta il secondo livello del campionato italiano maschile di pallanuoto.
La composizione dei gironi è stata annunciata dalla FIN l'11 ottobre 2012. La regular season si è aperta il 19 gennaio e si è conclusa l'8 giugno 2013, mentre le fasi di Play-off e Play-out sono scattate il 2 giugno e si sono concluse, con le eventuali gare 3 delle finali promozione, il 13 luglio.
Tra le 24 squadre partecipanti, le due retrocesse dalla Serie A1 sono Civitavecchia e Catania, entrambe al ritorno in A2 dopo una sola stagione nella massima serie; le quattro squadre promosse dalla Serie B sono Lavagna '90 e Anzio, assenti rispettivamente da 8 e 6 stagioni, il Basilicata 2000, prima squadra lucana a raggiungere la categoria, e gli otto volte campioni d'Italia dell'Andrea Doria, assenti dalla Serie A dal 1952 e all'esordio assoluto in A2. La regione più rappresentata è la Liguria, con sei club iscritti.

## Squadre partecipanti

### Girone Nord
| Club              | Città         | Piscina                                         | Stagione 2011-2012                                     |
| ----------------- | ------------- | ----------------------------------------------- | ------------------------------------------------------ |
| Andrea Doria      | Genova        | Piscina comunale di Sori (Sori, GE)             | 2ª nel girone 1 di Serie B; promossa ai Play-off       |
| Brescia           | Brescia       | Piscina Palasystema                             | 1ª nel girone Nord di Serie A2; finalista Play-off     |
| Chiavari          | Chiavari (GE) | Piscina Mario Ravera                            | 7ª nel girone Nord di Serie A2                         |
| Como              | Como          | Piscina olimpionica Muggiò                      | 6ª nel girone Nord di Serie A2                         |
| Imperia           | Imperia       | Piscina Felice Cascione                         | 10ª nel girone Nord di Serie A2; salva ai Play-out     |
| Lavagna '90       | Lavagna (GE)  | Piscina Parco del Tigullio                      | 1ª nel girone 1 di Serie B; promossa ai Play-off       |
| Plebiscito Padova | Padova        | Centro sportivo del Plebiscito                  | 8ª nel girone Nord di Serie A2                         |
| President Bologna | Bologna       | Centro sportivo dello Sterlino                  | 3ª nel girone Nord di Serie A2; semifinalista Play-off |
| Quinto            | Quinto (GE)   | Piscina Pio Parma (Genova)                      | 5ª nel girone Nord di Serie A2                         |
| Sori              | Sori (GE)     | Piscina comunale                                | 9ª nel girone Nord di Serie A2                         |
| Torino '81        | Torino        | Piscina Stadio Monumentale                      | 2ª nel girone Nord di Serie A2; semifinalista Play-off |
| Trieste           | Trieste       | Polo Natatorio Città di Trieste "Bruno Bianchi" | 4ª nel girone Nord di Serie A2; semifinalista Play-off |

### Girone Sud
| Club              | Città                  | Piscina                                 | Stagione 2011-2012                                    |
| ----------------- | ---------------------- | --------------------------------------- | ----------------------------------------------------- |
| Acicastello       | Aci Castello (CT)      | Piscina di Nesima (CT)                  | 5ª nel girone Sud di Serie A2                         |
| Anzio             | Anzio (RM)             | Piscina comunale                        | 1ª nel girone 3 di Serie B; promossa ai Play-off      |
| Basilicata 2000   | Potenza                | Piscina Felice Scandone (NA)            | 2ª nel girone 3 di Serie B; promossa ai Play-off      |
| Cagliari          | Cagliari               | Piscina Rari Nantes "Su Siccu"          | 9ª nel girone Sud di Serie A2                         |
| Canottieri Napoli | Napoli                 | Piscina Felice Scandone                 | 7ª nel girone Sud di Serie A2                         |
| Catania           | Catania                | Piscina di Nesima                       | 12ª in Serie A1; retrocessa                           |
| Civitavecchia     | Civitavecchia (RM)     | Pala Enel "Marco Galli"                 | 11ª in Serie A1; retrocessa                           |
| Muri Antichi      | Tremestieri Etneo (CT) | Piscina di Nesima (CT)                  | 10ª nel girone Sud di Serie A2; salva ai Play-out     |
| Olympic Roma      | Roma                   | Stadio Olimpico del Nuoto               | 6ª nel girone Sud di Serie A2                         |
| Roma Vis Nova     | Roma                   | Piscina Santa Maria                     | 4ª nel girone Sud di Serie A2; semifinalista Play-off |
| Salerno           | Salerno                | Piscina Simone Vitale                   | 8ª nel girone Sud di Serie A2                         |
| Telimar Palermo   | Palermo                | Piscina olimpionica comunale di Palermo | 3ª nel girone Sud di Serie A2; finalista Play-off     |

## Regular season

### Girone Nord

#### Classifica
|  |     | Regular season 2012-2013 | Pti | G  | V  | N | P  | GF  | GS  | DR  |
|  | --- | ------------------------ | --- | -- | -- | - | -- | --- | --- | --- |
|  | 1.  | Como                     | 52  | 22 | 17 | 1 | 4  | 238 | 172 | +66 |
|  | 2.  | Trieste                  | 49  | 22 | 16 | 1 | 5  | 196 | 140 | +56 |
|  | 3.  | Quinto                   | 46  | 22 | 14 | 4 | 4  | 192 | 156 | +36 |
|  | 4.  | Chiavari                 | 43  | 22 | 12 | 7 | 3  | 189 | 153 | +36 |
|  | 5.  | Imperia                  | 34  | 22 | 11 | 1 | 10 | 175 | 185 | -10 |
|  | 6.  | Brescia                  | 30  | 22 | 9  | 3 | 10 | 198 | 210 | -12 |
|  | 7.  | Sori                     | 27  | 22 | 8  | 3 | 11 | 174 | 184 | -10 |
|  | 8.  | Lavagna '90              | 24  | 22 | 7  | 3 | 12 | 181 | 212 | -31 |
|  | 9.  | President Bologna        | 24  | 22 | 7  | 3 | 12 | 166 | 197 | -31 |
|  | 10. | Torino '81               | 22  | 22 | 7  | 1 | 14 | 196 | 215 | -19 |
|  | 11. | Andrea Doria             | 15  | 22 | 4  | 3 | 15 | 163 | 202 | -39 |
|  | 12. | Plebiscito Padova        | 13  | 22 | 3  | 4 | 15 | 175 | 219 | -44 |

#### Calendario e risultati
| 19-01-13 | 1ª giornata               | 06-04-13 |
| 6-5      | Lavagna - Quinto          | 8-9      |
| 13-10    | Imperia - Chiavari        | 5-12     |
| 6-7      | Sori - Brescia            | 7-9      |
| 10-8     | Plebiscito - Andrea Doria | 4-8      |
| 13-5     | Como - President          | 15-8     |
| 10-4     | Trieste - Torino          | 11-3     |

| 09-02-13 | 4ª giornata            | 27-04-13 |
| 3-5      | Andrea Doria - Imperia | 7-11     |
| 6-11     | Lavagna - Como         | 8-10     |
| 10-10    | Torino - Brescia       | 7-13     |
| 9-8      | President - Plebiscito | 7-5      |
| 5-5      | Chiavari - Sori        | 5-6      |
| 6-5      | Quinto - Trieste       | 9-10     |

| 02-03-13 | 7ª giornata              | 18-05-13 |
| 7-8      | Torino - Chiavari        | 7-12     |
| 5-6      | Sori - Imperia           | 9-12     |
| 9-4      | President - Andrea Doria | 9-12     |
| 13-9     | Plebiscito - Lavagna     | 9-10     |
| 10-7     | Trieste - Como           | 7-8      |
| 8-8      | Brescia - Quinto         | 7-8      |

| 20-03-13 | 10ª giornata         | 05-06-13 |
| 9-6      | Lavagna - President  | 7-10     |
| 10-9     | Imperia - Torino     | 10-17    |
| 8-8      | Sori - Andrea Doria  | 11-9     |
| 12-7     | Como - Brescia       | 15-7     |
| 8-8      | Quinto - Chiavari    | 11-11    |
| 11-9     | Trieste - Plebiscito | 9-9      |

| 26-01-13 | 2ª giornata            | 13-04-13 |
| 4-4      | Andrea Doria - Lavagna | 13-12    |
| 7-8      | Torino - Sori          | 9-12     |
| 3-9      | President - Trieste    | 4-9      |
| 5-9      | Chiavari - Como        | 9-8      |
| 10-5     | Quinto - Imperia       | 5-3      |
| 14-5     | Brescia - Plebiscito   | 11-8     |

| 16-02-13 | 5ª giornata           | 04-05-13 |
| 11-10    | Torino - Andrea Doria | 10-7     |
| 7-8      | Sori - Quinto         | 7-8      |
| 7-9      | Plebiscito - Chiavari | 5-8      |
| 9-7      | Como - Imperia        | 6-5      |
| 11-5     | Trieste - Lavagna     | 8-5      |
| 11-10    | Brescia - President   | 8-10     |

| 09-03-13 | 8ª giornata            | 25-05-13 |
| 4-7      | Andrea Doria - Trieste | 8-10     |
| 10-10    | Lavagna - Brescia      | 9-14     |
| 5-3      | Imperia - Plebiscito   | 10-10    |
| 9-9      | Chiavari - President   | 5-5      |
| 12-7     | Como - Sori            | 11-7     |
| 11-3     | Quinto - Torino        | 10-7     |

| 23-03-13 | 11ª giornata          | 08-06-13 |
| 6-10     | Andrea Doria - Quinto | 8-7      |
| 8-9      | Torino - Como         | 11-9     |
| 7-5      | President - Imperia   | 8-9      |
| 7-7      | Chiavari - Lavagna    | 12-8     |
| 6-10     | Plebiscito - Sori     | 10-13    |
| 8-9      | Brescia - Trieste     | 8-12     |

| 02-02-13 | 3ª giornata            | 20-04-13 |
| 16-13    | Imperia - Lavagna      | 6-8      |
| 10-10    | Sori - President       | 8-6      |
| 12-11    | Plebiscito - Torino    | 8-12     |
| 14-12    | Como - Quinto          | 6-8      |
| 3-4      | Trieste - Chiavari     | 10-11    |
| 9-8      | Brescia - Andrea Doria | 12-11    |

| 23-02-13 | 6ª giornata         | 11-05-13 |
| 8-16     | Andrea Doria - Como | 8-11     |
| 10-5     | Lavagna - Sori      | 11-10    |
| 5-9      | Imperia - Trieste   | 7-11     |
| 13-12    | President - Torino  | 6-8      |
| 11-4     | Chiavari - Brescia  | 12-7     |
| 8-5      | Quinto - Plebiscito | 10-10    |

| 16-03-13 | 9ª giornata             | 01-06-13 |
| 13-5     | Torino - Lavagna        | 10-11    |
| 9-7      | Sori - Trieste          | 4-8      |
| 7-8      | President - Quinto      | 5-13     |
| 9-2      | Chiavari - Andrea Doria | 7-7      |
| 11-11    | Plebiscito - Como       | 8-16     |
| 6-8      | Brescia - Imperia       | 8-12     |

### Girone Sud

#### Classifica
|  |     | Regular season 2012-2013 | Pti | G  | V  | N | P  | GF  | GS  | DR  |
|  | --- | ------------------------ | --- | -- | -- | - | -- | --- | --- | --- |
|  | 1.  | Canottieri Napoli        | 52  | 22 | 17 | 1 | 4  | 223 | 169 | +54 |
|  | 2.  | Catania                  | 45  | 22 | 15 | 0 | 7  | 255 | 235 | +20 |
|  | 3.  | Civitavecchia            | 44  | 22 | 14 | 2 | 6  | 295 | 218 | +77 |
|  | 4.  | Telimar Palermo          | 42  | 22 | 14 | 0 | 8  | 244 | 218 | +26 |
|  | 5.  | Roma Vis Nova            | 42  | 22 | 13 | 3 | 6  | 235 | 185 | +50 |
|  | 6.  | Anzio                    | 36  | 22 | 10 | 3 | 9  | 255 | 232 | +23 |
|  | 7.  | Muri Antichi             | 31  | 22 | 10 | 1 | 11 | 223 | 225 | -2  |
|  | 8.  | Salerno                  | 29  | 22 | 9  | 2 | 11 | 224 | 231 | -7  |
|  | 9.  | Cagliari                 | 26  | 22 | 8  | 1 | 13 | 204 | 224 | -20 |
|  | 10. | Acicastello              | 20  | 22 | 6  | 2 | 14 | 207 | 265 | -58 |
|  | 11. | Basilicata 2000          | 14  | 22 | 5  | 1 | 16 | 170 | 248 | -78 |
|  | 12. | Olympic Roma             | 8   | 22 | 2  | 2 | 18 | 187 | 271 | -84 |

#### Calendario e risultati
| 19-01-13 | 1ª giornata             | 06-04-13 |
| 5-9      | Telimar - CC Napoli     | 3-8      |
| 11-8     | Catania - Anzio         | 10-14    |
| 10-14    | Salerno - Civitavecchia | 8-15     |
| 9-7      | Vis Nova - Basilicata   | 8-7      |
| 7-8      | Cagliari - Muri Antichi | 8-12     |
| 10-8     | Roma 2007 - Acicastello | 10-12    |

| 09-02-13 | 4ª giornata                 | 27-04-13 |
| 4-10     | Basilicata - Catania        | 10-15    |
| 7-8      | Telimar - Cagliari          | 8-13     |
| 11-16    | Acicastello - Civitavecchia | 10-12    |
| 12-13    | Muri Antichi - Vis Nova     | 6-9      |
| 13-7     | Anzio - Salerno             | 9-16     |
| 11-8     | CC Napoli - Roma 2007       | 10-5     |

| 02-03-13 | 7ª giornata               | 18-05-13 |
| 13-13    | Acicastello - Anzio       | 12-18    |
| 20-9     | Salerno - Catania         | 8-13     |
| 17-15    | Muri Antichi - Basilicata | 8-6      |
| 9-11     | Vis Nova - Telimar        | 9-10     |
| 8-9      | Roma 2007 - Cagliari      | 6-13     |
| 10-6     | Civitavecchia - CC Napoli | 10-10    |

| 20-03-13 | 10ª giornata             | 05-06-13 |
| 14-11    | Telimar - Muri Antichi   | 17-15    |
| 14-11    | Catania - Acicastello    | 15-17    |
| 8-7      | Salerno - Basilicata     | 9-9      |
| 12-10    | Cagliari - Civitavecchia | 5-17     |
| 8-4      | CC Napoli - Anzio        | 13-11    |
| 7-10     | Roma 2007 - Vis Nova     | 7-17     |

| 26-01-13 | 2ª giornata              | 13-04-13 |
| 8-7      | Basilicata - Telimar     | 6-10     |
| 14-13    | Acicastello - Salerno    | 5-11     |
| 12-4     | Muri Antichi - Roma 2007 | 10-10    |
| 16-13    | Anzio - Cagliari         | 11-13    |
| 10-8     | CC Napoli - Catania      | 12-13    |
| 12-12    | Civitavecchia - Vis Nova | 7-9      |

| 16-02-13 | 5ª giornata                  | 04-05-13 |
| 10-7     | Acicastello - Basilicata     | 7-7      |
| 9-6      | Salerno - CC Napoli          | 8-11     |
| 9-8      | Vis Nova - Anzio             | 8-8      |
| 10-12    | Cagliari - Catania           | 7-13     |
| 10-12    | Roma 2007 - Telimar          | 11-16    |
| 10-8     | Civitavecchia - Muri Antichi | 14-11    |

| 09-03-13 | 8ª giornata             | 25-05-13 |
| 8-7      | Basilicata - Roma 2007  | 4-11     |
| 12-6     | Telimar - Civitavecchia | 12-13    |
| 11-10    | Catania - Vis Nova      | 9-7      |
| 7-8      | Anzio - Muri Antichi    | 13-11    |
| 6-6      | Cagliari - Salerno      | 10-13    |
| 12-7     | CC Napoli - Acicastello | 8-11     |

| 23-03-13 | 11ª giornata              | 08-06-13 |
| 5-14     | Basilicata - CC Napoli    | 4-12     |
| 11-9     | Acicastello - Cagliari    | 6-8      |
| 9-14     | Muri Antichi - Catania    | 10-9     |
| 18-8     | Anzio - Telimar           | 12-19    |
| 15-5     | Vis Nova - Salerno        | 14-13    |
| 16-9     | Civitavecchia - Roma 2007 | 25-9     |

| 02-02-13 | 3ª giornata                | 20-04-13 |
| 11-10    | Catania - Telimar          | 11-12    |
| 12-8     | Salerno - Muri Antichi     | 8-12     |
| 23-6     | Vis Nova - Acicastello     | 9-2      |
| 7-11     | Cagliari - CC Napoli       | 10-13    |
| 9-9      | Roma 2007 - Anzio          | 8-17     |
| 23-9     | Civitavecchia - Basilicata | 19-11    |

| 23-02-13 | 6ª giornata                | 11-05-13 |
| 12-10    | Basilicata - Cagliari      | 7-11     |
| 12-6     | Telimar - Salerno          | 12-8     |
| 15-10    | Catania - Roma 2007        | 11-10    |
| 13-9     | Muri Antichi - Acicastello | 10-9     |
| 11-8     | Anzio - Civitavecchia      | 12-11    |
| 9-8      | CC Napoli - Vis Nova       | 13-10    |

| 16-03-13 | 9ª giornata              | 01-06-13 |
| 6-12     | Acicastello - Telimar    | 10-15    |
| 15-7     | Salerno - Roma 2007      | 11-10    |
| 8-9      | Muri Antichi - CC Napoli | 5-8      |
| 16-9     | Anzio - Basilicata       | 7-8      |
| 12-10    | Vis Nova - Cagliari      | 5-5      |
| 15-8     | Civitavecchia - Catania  | 12-13    |

## Play-off
- Semifinali: Gara 1 - 22 giugno, Gara 2 - 26 giugno, eventuale Gara 3 - 29 giugno[2][3].
- Finali: Gara 1 - 6 luglio, Gara 2 - 10 luglio, eventuale Gara 3 - 13 luglio[2][3].

## Play-out
- Gara 1 - 22 giugno, Gara 2 - 26 giugno, eventuale Gara 3 - 29 giugno[2][3].